# Aptychotrema vincentiana
Aptychotrema vincentiana is een vissensoort uit de familie van de Trygonorrhinidae. De wetenschappelijke naam van de soort is voor het eerst geldig gepubliceerd in 1885 door Haacke.